# Hans Krämer (Philosoph)
Hans Krämer, auch Hans Joachim Krämer (* 26. April 1929 in Stuttgart; † 24. April 2015 in Tübingen) war ein deutscher Philosoph und Altphilologe. Er lehrte bis zu seiner Emeritierung 1994 als Professor in Tübingen. Ab 1959 begründete er zusammen mit Konrad Gaiser eine neue Platondeutung, die seither weltweit rezipiert und kontrovers diskutiert wird: das „Tübinger Paradigma“ der „Tübinger Platonschule“.
Seine eigene philosophische Position entwickelte Krämer ohne Zusammenhang mit seinen historischen Arbeiten zum Platonismus. Er betonte sowohl seine kritische Abgrenzung von älteren, insbesondere antiken Ansätzen als auch seine Opposition zu starken Strömungen der Moderne. Zu seinen Hauptanliegen zählten die Zurückweisung weitreichender Ansprüche der philosophischen Hermeneutik und die Begründung einer „Integrativen Ethik“. Mit der Integrativen Ethik wollte er die Pflichterfüllung fordernde „Sollensethik“ (Moralphilosophie) und die auf Optimierung des individuellen Guten abzielende „Strebensethik“ zu einer Gesamttheorie zusammenfügen. Dabei plädierte er für eine Aufwertung der im modernen Diskurs relativ vernachlässigten Strebensethik.

## Leben
Hans Joachim Krämer ist der Sohn des Musikpädagogen Wilhelm Krämer. 1949 machte er in Ludwigsburg das Abitur. Dann studierte er Philosophie, Klassische Philologie und Germanistik in Tübingen, München, Wien, Rom und Paris. 1957 wurde er in Tübingen von Wolfgang Schadewaldt mit der Dissertation Arete bei Platon und Aristoteles promoviert. 1963 habilitierte er sich dort mit der Schrift Der Ursprung der Geistmetaphysik. Untersuchungen zur Geschichte des Platonismus zwischen Platon und Plotin. Ab 1969 lehrte er in Tübingen bei den Klassischen Philologen als außerplanmäßiger Professor. 1978 kam er mit einer C-3-Stelle an die Philosophische Fakultät. Von 1980 bis 1994 wirkte er als ordentlicher Professor für Philosophie an der Universität Tübingen, dann 1995 als Gastprofessor in Wien. Krämer verfasste zahlreiche Arbeiten zur antiken Philosophie sowie zur Ethik, Hermeneutik, Theorie der historischen Wissenschaften und Ästhetik. Er blieb unverheiratet und kinderlos. Beigesetzt wurde er in einem Urnengrab auf dem Neuen Friedhof in Ludwigsburg.

## Historische Forschung
Krämer unternahm zusammen mit seinem Tübinger Kollegen, dem Gräzisten Konrad Gaiser, den Versuch, die in der Altertumswissenschaft umstrittene „ungeschriebene Lehre“ Platons zu rekonstruieren. Die Existenz dieser Lehre wird aus Hinweisen Platons und aus einer indirekten Überlieferung erschlossen. In Platons Dialog Phaidros sowie in dem ihm zugeschriebenen Siebten Brief wird die Auffassung vertreten, die Vermittlung wesentlicher philosophischer Inhalte solle mündlich geschehen, da jede schriftliche Darstellung zwangsläufig unzulänglich sei. Hinzu kommen die Mitteilung des Aristoteles, es gebe „ungeschriebene Lehren“ Platons, sowie eine Reihe von Indizien. In der ungeschriebenen Lehre, die auch Prinzipienlehre oder esoterische Lehre genannt wird, sah Krämer den Kern der platonischen Philosophie. Mit dieser Annahme wandte er sich dezidiert gegen die von Friedrich Schleiermacher vertretene und seit dessen Zeit einflussreiche These, der gesamte Gehalt von Platons Philosophie sei in den Dialogen enthalten, eine inhaltlich darüber hinausgehende mündliche Lehre habe es nicht gegeben. Ebenso bekämpfte Krämer Varianten der „antiesoterischen“ Sichtweise, denen zufolge die Prinzipienlehre kaum rekonstruierbar oder von geringer philosophischer Relevanz ist. In zahlreichen Publikationen verteidigte er seine Position.
Krämers Hypothese, die er in der 1959 publizierten überarbeiteten und erweiterten Fassung seiner Dissertation formulierte und eingehend begründete, löste in der Fachwelt mannigfaltige Reaktionen aus. Sie stieß teils auf Zustimmung, teils auf Skepsis und energischen Widerspruch und wird weiterhin kontrovers diskutiert. Radikale Skeptiker meinten wie Schleiermacher, Platon habe mündlich nichts gelehrt, was nicht in den Dialogen stehe. Gemäßigte Skeptiker gingen zwar von einer ungeschriebenen Lehre aus, kritisierten aber die Tübinger Rekonstruktion als spekulativ, unzureichend begründet und zu weitreichend. Manche Kritiker des Tübinger Paradigmas bestritten zwar nicht die Authentizität der Prinzipienlehre, sahen aber in ihr nur ein unausgereiftes Konzept aus der Endphase von Platons philosophischer Aktivität. Dieser Spätdatierung widersprach Krämer vehement. Er sah darin einen Versuch, die Prinzipienlehre als „drohende Konkurrenz und störendes Korrektiv der Schriften“ auszuschalten, da sie nicht in ein vorgefasstes Platonbild passe.
Krämer meinte, eine komplettierende und integrierende historische Aufarbeitung könne Platon „epochenübergreifend bis in die Gegenwartsdebatten hinein als orientierungs- und zukunftsträchtig plausibel machen“. Dazu bemerkte er grundsätzlich: „Das historisch Richtige ist zuletzt immer auch das systematisch Ergiebigere, im Unterschied zum historisch Falschen, weil Adaptierten.“
Im Vorwort zur 2014 erschienenen Sammlung seiner Aufsätze zu Platon nahm Krämer letztmals zusammenfassend zu den zahlreichen Kontroversen um das Tübinger Paradigma Stellung und trat Missverständnissen entgegen. Er befand, die „gegnerischen Stimmen“ gingen fast ausnahmslos alle direkt oder indirekt auf die Platonbilder der beiden Romantiker Schleiermacher und Friedrich Schlegel zurück. Diese hätten ihre Platondeutung „durchweg im Blick auf die kritische Philosophie Kants konzipiert und damit durchschlagenden Erfolg gehabt“. Die „metaphysikkritische Modernität“ ihrer Sichtweise gelte bei den Gegnern des Tübinger Paradigmas als unbedingt verbindlich und werde „nicht einmal ins Bewusstsein gerufen und dadurch einer kritischen Klärung zugänglich gemacht“. Krämer behauptete, die Gegner argumentierten „nicht aus einem originären Sachinteresse und aus einer objektiven, neutralen Stellungnahme heraus“. Vielmehr seien sie lediglich der Verteidigung bestimmter Voreingenommenheiten verpflichtet. In ihren historischen Bewertungen hingen sie offen oder versteckt systematischen Tendenzen der Gegenwart an. Die Vermischung von historischer und systematischer Perspektive sei „die Ursünde des Historikers“. Diese Sünde hätten die Gegner zum einen selbst begangen und zum anderen den „Tübingern“ völlig zu Unrecht unterstellt. Die Annahme, die Tübinger verträten die Resultate ihrer Platonforschung „auch systematisch als eigenes philosophisches Credo“, sei rundweg verfehlt. Er, Hans Krämer, erkläre mit Nachdruck, er selbst sei kein Platoniker „in irgendeinem Sinne“ und wolle und könne keiner sein. Die Trennung von Philosophiegeschichte und Systematik fordere geradezu solche Distanz zum Gegenstand der Forschung. Als Historiker setze er sich sowohl vom „anglophonen Positivismus“ ab, der aus weltanschaulichen Gründen das Tübinger Paradigma ablehne, als auch vom christlichen Platonismus der Befürworter einer Philosophia perennis, die gleichfalls aus weltanschaulichen Gründen Platons ungeschriebene Lehre für historisch und auch für wahr hielten.

## Philosophische Positionen

### Integrative Ethik
Krämer präsentierte seine „Integrative Ethik“ als neues Konzept, das er als „dritten Ethiktyp“ neben die zwei herkömmlichen Ansätze – die von Pflichten handelnde Moralphilosophie und die auf ein gelungenes Leben oder auf „Glück“ abzielende „eudämonistische“ Ethik – stellte. Die vom Einfluss Kants geprägte Moralphilosophie, die Sollensforderungen aufstellt, nannte Krämer „Sollensethik“ zur Unterscheidung von den älteren, vorkantischen Modellen der „Strebensethik“. Den Begriff „Strebensethik“ prägte er als zusammenfassende Bezeichnung für alle Theorien, in denen das gelingende Leben des Einzelnen als maßgebliches Ziel angenommen wird und alles in den Dienst dieses Ziels gestellt wird. Seine Forderung war, Sollensethik und Strebensethik zwar weiterhin idealtypisch auseinanderzuhalten, aber die beiden Ansätze als Teildisziplinen zu einem Gesamtkonzept einer umfassenden Ethik zusammenzuführen.
Die Integrative Ethik war für Krämer zunächst nur das Programm einer Verbindung von Sollens- und Strebensethik in zeitgemäßer Form. Den Ausgangspunkt bildete sein Widerspruch gegen die Monopolansprüche beider Teildisziplinen, hauptsächlich gegen den der Sollensethik. Er befand, die beiden Ethiktypen sollten gleichberechtigt sein oder es sei sogar der Strebensethik ein Vorrang einzuräumen, denn sie reguliere den Großteil des Lebens, während die Moral nur in Konfliktfällen aktuell werde. Der bei weitem größte Teil der alltäglichen Handlungen und Entscheidungen sei außermoralischer Art. Integrative Ethik bestimmte Krämer als „eine komplettierende, nicht-ausschließende Ethik, die nicht nur die moralischen, sondern auch alle übrigen Lebensprobleme abdeckt“. Gegenstand der Ethik seien nicht nur moralische Forderungen und Problemfelder; vielmehr sei das gesamte Leben virtuell ethisch relevant. Die Philosophie könne es sich nicht leisten, einer Theorie der richtigen Lebensführung den Rang des Ethischen und damit auch des strikt Philosophischen abzusprechen und sie ins Vorfeld zu verweisen. Das Wollen sei gegenüber der Alleinherrschaft des Sollens zu rehabilitieren. Gegen den von Kant begründeten Monopolanspruch der Sollensethik brachte Krämer vor, es bleibe unklar, von welcher Instanz denn das Sollen ausgehe, wenn das Eigenwollen als Sollensquelle auszuschließen sei. Kant habe dieses Problem zwar gesehen, doch sei es ihm nicht gelungen es zu lösen.
Ein besonderes Anliegen Krämers war die Verteidigung des Anspruchs der Strebensethik auf Kompetenz zur Beratung („konsiliatorische Ethik“). Er meinte, die Strebensethik könne und solle inhaltliche Orientierungsleistungen erbringen, zu denen explizite Ratschläge gehörten: „Während die Moralphilosophie über Pflichten aufklärt und Hemmungen stimuliert, leistet die Strebensethik Lebens-, Orientierungs- und Entscheidungshilfe. Sie führt zum Lebenlernen und zuletzt zum Sichaufslebenverstehen und Lebenkönnen hin. Ihre Aufgabe ist es einmal, die Planungs- und Handlungsfähigkeit des Einzelnen [...] zu schulen und zur Selbstfindung anzuleiten; sodann: die eigene Erfahrung des Akteurs zu organisieren helfen, um sie für effizientes Handeln optimal nutzbar zu machen, darüber hinaus aber auch die Kontingenz seiner Lebensführung zu durchbrechen und durch Erfahrungen anderer oder weiterführende Überlegungen zu erweitern und zu ergänzen.“ Dabei gehe es u. a. um die Überwindung von Handlungsschwierigkeiten durch die Vermittlung bewährter Alternativmodelle und um Entscheidungshilfe durch die Formulierung geeigneter Kriterien. Krämer verteidigte das ethische Beratungswesen gegen die Einwände, es handle sich dabei um eine bevormundende Fremdbestimmung und die Praktische Philosophie habe auf der Ebene der Anwendung nichts Relevantes zu sagen, da sie nur Trivialitäten vorbringen könne. Im Rahmen seiner Aufwertung der Strebensethik plädierte er für eine Rehabilitierung der Individualethik, die das Handeln des Einzelnen an sich selbst thematisiert. Die Aufgabe der Individualethik sei die Bereitstellung von Antworten auf die nicht moralische, sondern pragmatische Frage „Was sollen wir tun, um (richtig, besser, überhaupt) leben zu können?“ Hier sei Beratung angebracht; vom Ratschlag hänge die Lebensfähigkeit und Lebensqualität des Menschen ab, weil jeder Einzelne nicht alle Erfahrungen selbst machen könne, die er zur Lebensführung benötige. In diesem Sinne formulierte Krämer die These: „Der Ratschlag ist das Kern- und Herzstück Praktischer Philosophie.“

### Kritik der Hermeneutik
Mit seiner „Kritik der Hermeneutik“ – so der Titel seines einschlägigen Buches – wandte sich Krämer gegen den von Hans-Georg Gadamer veränderten Hermeneutikbegriff. Mit diesem erhebe die philosophische Hermeneutik einen übertriebenen Anspruch, der zurückgewiesen und auf einen begrenzten legitimen Geltungsbereich beschränkt werden solle. Die Grundannahme von Gadamers einflussreicher Hermeneutik sei der „Antirealismus“. Unter Antirealismus verstand Krämer eine Metatheorie der hermeneutischen Wissenschaften und des Alltags, „der zufolge der Bedeutungsrahmen jeweils aus dem Fortgang der Wirkungsgeschichte neu erzeugt wird“. Dabei werde zwar eine beschränkte Objektivität der Wissenschaft gewahrt, doch sei der Wahrheits- und Sinnanspruch „an ein entsprechend aufgeladenes ‚Verstehen’ geschichtlicher Art übergegangen“. Das Verfahren der Wissenschaften selbst werde zwar nicht tangiert, doch werde die Erreichbarkeit übergeschichtlicher Wahrheiten relativierend in Abrede gestellt. Dieses Erkenntnismodell nannte Krämer auch „Interpretationismus“. Bei Gadamer erzeuge sich der Sinn aus der Wirkungsgeschichte immer wieder neu und anders in den Akten eines geschichtlich veränderten Verstehens. Dieser Ansatz gewährleiste die dauernde Relevanz von Geschichte oder anderen Kulturen um den Preis der Relativierung von Sinn und Wahrheit. Antirealisten wie Martin Heidegger und Gadamer seien nicht Skeptiker, sondern negative Dogmatiker, denn nach ihrer These „haben wir in jedem Fall Unrecht in Bezug auf den traditionellen Wahrheitsbegriff“. Ihre negative Dogmatik kleide ihren Relativismus skeptisch ein.
Krämer machte geltend, der Antirealismus habe argumentativ vor realistischen Gedankengängen nichts voraus, übernehme aber weitere Hypotheken, die zuletzt nicht einlösbar seien. Er befinde sich in einem Dilemma, da er bei seiner Begründung nicht ohne realistische Annahmen auskomme, im Gegensatz zum Realismus, der zu seiner Rechtfertigung keiner antirealistischen Annahmen bedürfe. Es sei prinzipiell unmöglich, einen dogmatischen Antirealismus zu beweisen, da man dazu eine Interpretation mit dem zu Interpretierenden vergleichen und dafür das Letztere selbst kennen müsse, was eine Rückkehr zum Realismus erforderlich mache. Die einzige Alternative sei Urteilsenthaltung, mit der man aber auf den Beweis verzichte.
Gegenüber dem antirealistischen Hermeneutikverständnis Gadamers hielt Krämer am Realismus des Erkennens fest. Nach seiner Überzeugung ist eine reale Annäherung an das Erkenntnisziel möglich; es gibt ein Mehrwissen des Interpreten, das sich vom Andersverstehen Gadamers dadurch unterscheidet, dass es das ursprüngliche Wissen einschließt und die Differenz zwischen Endlage und Ausgangslage formuliert. Das Mehrwissen ist prinzipiell nicht interpretiert, sondern realistisch. Als Beispiel nennt Krämer das Mehrwissen des Historikers. Dieser erkläre Vergangenes aus der Sicht der Gegenwart detailliert, neu und vollständig und rücke es in weitere Perspektiven; das Wissen der Vergangenheit sei im Wissen der Gegenwart aufgehoben enthalten.

## Rezeption
Im September 1994 fand anlässlich von Krämers 65. Geburtstag in Stuttgart eine Tagung statt, deren Aufgabe es war, seinen Entwurf der Integrativen Ethik als „progressives Theorieprojekt“ kritisch zu würdigen. Die Beiträge erschienen 1995 in dem von Martin Endreß herausgegebenen Band Zur Grundlegung einer integrativen Ethik, in dem Krämer mit einer abschließenden Replik Stellung nahm und Bilanz zog.
Anlässlich des Erscheinens von Krämers Kritik der Hermeneutik wurde im Mai 2008 in Tübingen ein interdisziplinäres Kolloquium veranstaltet, das auch das Gesamtwerk des Philosophen würdigen sollte. Die Beiträge wurden in dem Band Hermeneutik und Geschichte der Philosophie zusammengestellt, der 2009 als Festschrift für Krämer zu seinem 80. Geburtstag veröffentlicht wurde. Die Festschrift enthält Stellungnahmen zu Krämers Arbeiten in den Bereichen Platonismus, Integrative Ethik und Hermeneutik. 
Die Stadt Syrakus machte Krämer zu ihrem Ehrenbürger. Er war Ehrenmitglied der Academia Platonica Septima Monasteriensis und Korrespondierendes Mitglied der Accademia Pontaniana in Neapel.

## Publikationen
Die zahlreichen Aufsätze, kleineren Beiträge und Rezensionen Krämers sind in der Bibliographie (unter Weblinks) aufgeführt.
- Arete bei Platon und Aristoteles. Zum Wesen und zur Geschichte der platonischen Ontologie (=Abhandlungen der Heidelberger Akademie der Wissenschaften. Philosophisch-historische Klasse, Jg. 1959, Nr. 6). Winter, Heidelberg 1959 (Neuausgabe: Schippers, Amsterdam 1967)
- Der Ursprung der Geistmetaphysik. Untersuchungen zur Geschichte des Platonismus zwischen Platon und Plotin. 2., unveränderte Auflage. Grüner, Amsterdam 1967 (1. Auflage 1964)
- Platonismus und hellenistische Philosophie. De Gruyter, Berlin/New York 1971, ISBN 3-11-0036-43-6
- Die Ältere Akademie. In: Hellmut Flashar (Hrsg.): Grundriss der Geschichte der Philosophie. Die Philosophie der Antike, Band 3: Ältere Akademie – Aristoteles – Peripatos, 2., durchgesehene und erweiterte Auflage, Schwabe, Basel 2004 (1. Auflage 1983), ISBN 3-7965-1998-9, S. 1–165
- Plädoyer für eine Rehabilitierung der Individualethik. Grüner, Amsterdam 1983, ISBN 90-6032-248-7
- La nuova immagine di Platone. Bibliopolis, Napoli 1986, ISBN 88-7088-157-1
- Plato and the Foundations of Metaphysics. A Work on the Theory of the Principles and Unwritten Doctrines of Plato with a Collection of the Fundamental Documents. State University of New York Press, Albany 1990, ISBN 978-0-79-140433-1 (Übersetzung von Platone e i fondamenti della metafisica. Saggio sulla teoria dei principi e sulle dottrine non scritte di Platone. Vita e Pensiero, Milano 1982; bislang keine deutschsprachige Ausgabe)
- Integrative Ethik. Suhrkamp, Frankfurt am Main 1992, ISBN 3-518-58112-0
- Überlegungen zu einer Anthropologie der Kunst. Musarion, Tübingen 1994
- Kritik der Hermeneutik. Interpretationsphilosophie und Realismus. Beck, München 2007, ISBN 978-3-406-56486-4
- Gesammelte Aufsätze zu Platon, hrsg. von Dagmar Mirbach. De Gruyter, Berlin/Boston 2014, ISBN 978-3-11-026718-1